# Pfeiffer (Familienname)

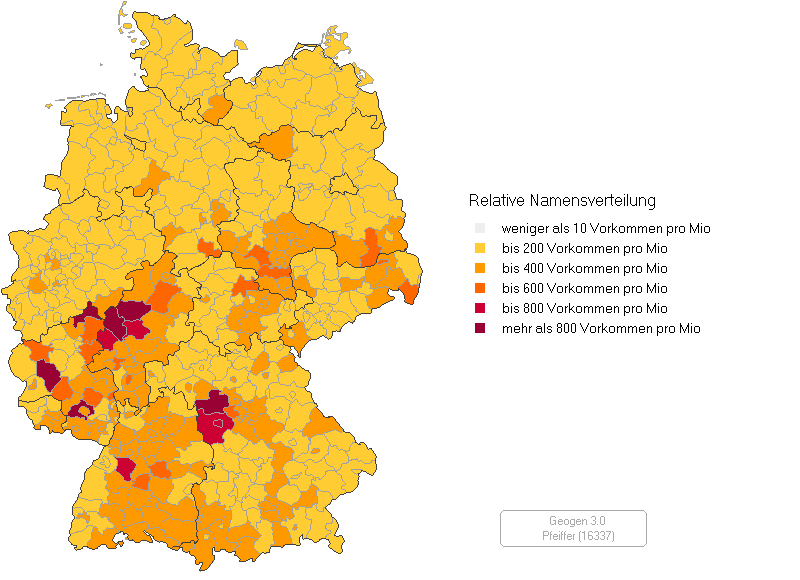
Relative Häufigkeit des Familiennamens Pfeiffer in Deutschland (Stand: Mai 2010)

Pfeiffer ist ein deutscher Familienname.

## Herkunft und Bedeutung
Der Name Pfeiffer ist abgeleitet von der musikalischen Berufsbezeichnung des „Pfeifers“. Eine norddeutsche Form derselben Bezeichnung ist „Pieper“, eine weitere  Pfeifer.

## Namensträger

### A
- Adolf Pfeiffer (1876–1961), deutscher Vizeadmiral
- Adolphine Bertha Pfeiffer (1889–1971), deutsche Judenretterin
- Albert Pfeiffer (Architekt) (1851–1908), Schweizer Architekt und Stadtbaumeister
- Albert Pfeiffer (1880–1948), deutscher Archivar
- Albert Heinrich Pfeiffer (1876–1953), deutscher Fotograf und Portraitist
- Albert Wilhelm Pfeiffer (1901–1987), deutscher Fotograf, Portraitist und Maler
- Alberta Pfeiffer (1899–1994), US-amerikanische Architektin
- Albrecht Pfeiffer (* 1931), deutscher Agrarökonom und Hochschullehrer
- Alexander Pfeiffer (* 1971), deutscher Schriftsteller
- Alfred von Pfeiffer (1858–1913), österreichischer Kunstsammler
- Alfred Pfeiffer (Ingenieur) (1900–1985), deutscher Ingenieur und Hochschullehrer für Regelungstechnik
- Alfred Pfeiffer (Manager) (1932–2015), deutscher Manager
- Alois Pfeiffer (1924–1987), deutscher Politiker (SPD)
- Andreas Pfeiffer (Kunsthistoriker) (1941–2023), deutscher Kunsthistoriker
- Andreas Pfeiffer (Mediziner) (* 1953), deutscher Mediziner und Hochschullehrer
- Angelika Pfeiffer (* 1952), deutsche Politikerin (CDU)
- Antoine Pfeiffer (* 1940), französischer Pastor und Kirchenpräsident
- Anton Pfeiffer (1888–1957), deutscher Politiker
- August Pfeiffer (Theologe) (1640–1698), deutscher Theologe und Orientalist
- August Pfeiffer (Mediziner) (1848–1919), deutscher Arzt und Bakteriologe
- August Emanuel Pfeiffer (1812–1854), deutscher Politiker, Mitglied der Frankfurter Nationalversammlung
- August Friedrich Pfeiffer (1748–1817), deutscher Orientalist und Bibliothekar

### B
- Baldur Pfeiffer (1937–2018), deutscher Kirchenhistoriker und Rektor der Theologischen Hochschule Friedensau
- Beate Pfeiffer (* 1963), deutsche Schauspielerin und Synchronsprecherin
- Bernd Pfeiffer (* 1946), deutscher Physiker
- Bernhard Pfeiffer (1879–1957), deutscher Gewerkschafter und Politiker, MdL Braunschweig
- Berthold Pfeiffer (1854–1918), deutscher Kunsthistoriker
- Bertram Pfeiffer (1797–1872), deutscher Politiker
- Birgitt Pfeiffer (* 1969), deutsche Sozialarbeiterin und Politikerin
- Boris Pfeiffer (* 1964), deutscher Autor und Theaterregisseur
- Bruce Brooks Pfeiffer (1930–2017), US-amerikanischer Architekturhistoriker
- Burkhard Wilhelm Pfeiffer (1777–1852), deutscher Jurist und Politiker

### C
- Carl Pfeiffer (Politiker) (1814–1883), deutscher Politiker und Minister des Kurfürstentums Hessen
- Carl Pfeiffer (Architekt) (1834–1888), deutschamerikanischer Architekt
- Carl Pfeiffer (Bankier) (1844–1912), deutscher Bankier
- Carl Pfeiffer (Önologe) (1872–1946), deutscher Önologe
- Carl Jonas Pfeiffer (1779–1836), deutscher Zoologe und Unternehmer
- Charlotte Birch-Pfeiffer (1800–1868), deutsche Schauspielerin und Schriftstellerin
- Christian Pfeiffer (* 1944), deutscher Kriminologe und Politiker
- Christian Pfeiffer (Motorsportler) (1970–2022), deutscher Motorsportler
- Christoph Pfeiffer (1689–1758), deutscher Theologe und Kirchenlieddichter

### D
- Daniel Pfeiffer (* 1989), deutscher Tennisspieler
- Daniela Angetter-Pfeiffer (* 1971), österreichische Wissenschaftshistorikerin
- Daniela Pfeiffer (* 1957), deutsche Politikerin (CDU)
- Dedee Pfeiffer (Dorothy D. Pfeiffer; * 1964), US-amerikanische Schauspielerin
- Dieter Pfeiffer, deutscher Basketballspieler
- Donat Pfeiffer (1500–1562), deutscher Geistlicher
- Dorothea Pfeiffer (1806–1864), deutsche Malerin

### E
- Eckhardt Pfeiffer (1923–2022), deutscher Zeitungsverleger
- Eduard Pfeiffer (1835–1921), deutscher Bankier, Genossenschaftler und Sozialreformer
- Eduard Pfeiffer (Architekt) (1889–1929), deutscher Architekt, Innenarchitekt und Kunsthandwerker
- Ehrenfried Pfeiffer (1899–1961), deutsch-amerikanischer Chemiker und Biochemiker
- Emil Pfeiffer (Mediziner) (1846–1921), deutscher Internist, Kinderarzt und Balneologe
- Emily Pfeiffer (1827–1890), deutsche Schriftstellerin und Frauenrechtlerin
- Engelbert Peiffer (1830–1896), deutscher Bildhauer
- Erich Pfeiffer (Unternehmer) (1895–1970), deutscher Unternehmer
- Erich Pfeiffer (Kunsthändler) (1898–1965), deutscher Kunsthändler
- Erich Pfeiffer (Goldschmied) (1899–1987), deutscher Goldschmied und Zeichner
- Erich Pfeiffer (Heimatforscher) (1906–nach 1986), deutscher Heimatforscher
- Erich Pfeiffer-Belli (1901–1989), deutscher Journalist und Schriftsteller
- Erich Müller-Pfeiffer (1930–2023), deutscher Mathematiker
- Erna Pfeiffer (* 1953), österreichische Romanistin, Übersetzerin und Hochschullehrerin
- Ernst Pfeiffer (Mathematiker) (1847–1917), deutscher Mathematiker
- Ernst Pfeiffer (Mediziner) (1870–1933), deutscher Mediziner und Kurator
- Ernst Pfeiffer (Schriftsteller) (1875–1942), deutscher Schriftsteller und Journalist
- Ernst Pfeiffer (Entomologe) (1893–1955), deutscher Insektenkundler und Verlagsbuchhändler
- Ernst Pfeiffer (Philologe) (1893–1986), deutscher Philologe, Germanist und Schriftsteller
- Ernst Pfeiffer (Architekt) (1907–1995), deutscher Architekt
- Ernst Ezechiel Pfeiffer (1831–1904), deutscher Stifter
- Ernst-Friedrich Pfeiffer (1922–1997), deutscher Endokrinologe und Diabetologe
- Esther Pfeiffer (* 1997), deutsche Leichtathletin
- Eugen Pfeiffer (1900–1944), österreichischer Widerstandskämpfer
- Eva-Maria Pfeiffer (* 1955), deutsche Bodenkundlerin und Hochschullehrerin

### F
- Ferdinand Pfeiffer von Wellheim (1859–1935), österreichischer Jurist und Botaniker
- François-Joseph Pfeiffer (1778–1835), belgischer Maler
- Frank Marten Pfeiffer (* 1973), deutscher Dokumentarfilmer
- Franz Pfeiffer (Politiker, 1784) (1784–1856), deutscher Verwaltungsjurist, Richter und Politiker, Mitglied des Erfurter Unionsparlaments
- Franz Pfeiffer (Germanist) (1815–1868), Schweizer Germanist und Philologe
- Franz Pfeiffer (Politiker, II), deutscher Politiker (SPD), MdL Sachsen-Altenburg
- Franz Pfeiffer (Verwaltungsjurist, 1900) (1900–1979), deutscher Verwaltungsjurist, Regierungspräsident der Pfalz
- Franz Pfeiffer (Physiker) (* 1972), deutscher Physiker
- Franz Joseph Pfeiffer (Komponist) (1733–1802), österreichischer Musiker und Kirchenkomponist
- Franz Joseph Pfeiffer (Offizier) (1772–1847), französischer Offizier und bayerischer Verwaltungsbeamter
- Friedrich Pfeiffer (Jurist) (1815–1879), deutscher Jurist und Politiker
- Friedrich Pfeiffer (Mathematiker) (1883–1961), deutscher Mathematiker und Hochschullehrer
- Friedrich Pfeiffer (Ingenieur) (* 1935), deutscher Ingenieur und Hochschullehrer
- Friedrich Pfeiffer (Musiker) (* 1958), österreichischer Hornist und Dirigent
- Friedrich Wilhelm Pfeiffer (Maler) (1822–1891), deutscher Maler
- Friedrich Wilhelm Pfeiffer (Politiker) (1831–1881), deutscher Politiker
- Friedrich Wilhelm Pfeiffer (1867–1959), deutscher Veterinärchirurg und Hochschullehrer, siehe Wilhelm Pfeiffer (Tiermediziner)
- Fritz Pfeiffer (Maler) (1878–1953), deutscher Maler und Karikaturist
- Fritz Wilhelm Pfeiffer (1889–1960), US-amerikanischer Maler und Illustrator

### G
- Georg Pfeiffer (Oberamtmann) (1825–1900), deutscher Verwaltungsbeamter
- Georg Pfeiffer (Verleger, 1870) (1870–1951), deutscher Verleger
- Georg Pfeiffer (Offizier) (1890–1944), deutscher Offizier
- Georg Pfeiffer (Verleger, 1894) (1894–nach 1969), deutscher Verleger
- Georg Pfeiffer (Turner) (1897–1967), deutscher Turner
- Georg Heinrich Pfeiffer (1662–1734), deutscher Theologe und Bibliothekar
- Georg Ludwig Pfeiffer (auch Louis Pfeiffer; 1809–1892), deutscher Bankier
- Georg Wilhelm Pfeiffer (1795–1871), deutscher Jurist und Schriftsteller
- George Adam Pfeiffer (1889–1943), US-amerikanischer Mathematiker
- George Jean Pfeiffer (1835–1908), französischer Komponist
- Gerd Pfeiffer (1919–2007), deutscher Jurist und Richter
- Gerhard Pfeiffer (Historiker) (1905–1996), deutscher Historiker
- Gerhard Pfeiffer (Fußballspieler) (1921–2012), deutscher Fußballspieler
- Gerhard Pfeiffer (Schachspieler) (1923–2000), deutscher Schachspieler
- Gerhard Pfeiffer (Trainer) (1926–2023), deutscher Schwimmtrainer
- Gerhard Pfeiffer (Politiker) (* 1943), österreichischer Politiker
- Gottfried Pfeiffer (1936–2021), deutscher Lebensmittelwissenschaftler
- Götz J. Pfeiffer (* 1968), deutscher Kunsthistoriker
- Günter Pfeiffer (* 1939), deutscher Fußballspieler
- Günther Pfeiffer (1915–1982), deutscher Landrat
- Gustav Pfeiffer (1768–1831), deutscher Geistlicher
- Gustav Adolf Pfeiffer (1837–1902), deutscher Pfarrer und Stiftungsgründer

### H
- Hans Pfeiffer (Ingenieur) (1879–1960), deutscher Ingenieur
- Hans Pfeiffer (Politiker) (1895–1968), deutscher Politiker (SPD, USPD, KPD)
- Hans Pfeiffer (Turner), deutscher Turner
- Hans Pfeiffer (Schriftsteller) (1925–1998), deutscher Autor, Dramatiker und Erzähler
- Hans Pfeiffer (Dirigent) (1927–2001), deutscher Dirigent
- Hans Pfeiffer (Physiker) (1937–2022), deutscher Physiker
- Hans Pfeiffer (Fußballspieler) (* 1937), deutscher Fußballspieler
- Hans Heinrich Pfeiffer (1896–1970), deutscher Biologe und Physiologe
- Hans Ludwig Pfeiffer (1903–1999), deutscher Bildhauer und Maler
- Harald Pfeiffer (Schauspieler) (* 1950), österreichischer Schauspieler
- Harald Pfeiffer (Politiker) (* 1972), deutscher Politiker, MdL Baden-Württemberg
- Harald Pfeiffer (Physiker) (* 1974), deutscher Astrophysiker
- Heidi Pfeiffer (* 1960), deutsche Rechtsmedizinerin und Hochschullehrerin
- Heinrich Pfeiffer (Bauernführer) († 1525), deutscher Zisterzienser, Prediger und Führer im Bauernkrieg
- Heinrich Pfeiffer (Pomologe) (1867–1953), österreichischer Pomologe, Dozent für Obstbaukunde und Fachautor
- Heinrich Pfeiffer (Wissenschaftsmanager) (1927–2016), deutscher Wissenschaftsmanager
- Heinrich Pfeiffer (Kunsthistoriker) (1939–2021), deutscher Jesuit, Theologe und Kunsthistoriker
- Heinz Pfeiffer (Geologe) (1921–1994), deutscher Geologe und Paläontologe
- Heinz Pfeiffer (Kunstradfahrer) (1932–2015), deutscher Kunstradfahrer und Radsporttrainer
- Helena Pfeiffer (1595–1675), Schweizer Dominikanerin und Priorin
- Helmut Pfeiffer (Jurist) (1907–1945), deutscher Jurist und SS-Offizier
- Helmut Pfeiffer (Theologe) (1941–1987), deutscher Theologe und Hochschullehrer
- Helmut Pfeiffer (Romanist) (* 1952), deutscher Romanist
- Helmut Pfeiffer (Fußballspieler) (* 1971), österreichischer Fußballspieler
- Helmuth Pfeiffer (1933–2021), deutscher Agrarwissenschaftler
- Hendrik Pfeiffer (* 1993), deutscher Leichtathlet
- Henri Pfeiffer (1907–1994), deutscher Maler
- Henrik Pfeiffer (* 1964), deutscher Theologe
- Herbert Pfeiffer (1893–1976), deutscher Generalmajor
- Herbert Pfeiffer (Journalist) (1903–1967), deutscher Journalist, Literatur- und Theaterkritiker
- Herbert Pfeiffer (Architekt) (* 1935), deutscher Architekt und Hochschullehrer
- Hermann Pfeiffer (Künstler) (1883–1964), deutscher Grafiker und Autor
- Hermann Pfeiffer (Schauspieler) (1902–1969), deutscher Schauspieler und Filmregisseur
- Hermann Pfeiffer (Bauunternehmer) (1902–nach 1971), deutscher Bauunternehmer
- Hermann Pfeiffer (Geistlicher) (1907–1991), österreichischer römisch-katholischer Geistlicher
- Hermann Ludwig Pfeiffer (1858–nach 1924), deutscher Jurist und Beamter
- Hubert Pfeiffer (1891–1932), deutscher Organist, Pianist und Komponist

### I
- Ida Pfeiffer (1797–1858), österreichische Entdeckerin und Reiseschriftstellerin
- Ilona Pfeiffer (* 1975), deutsche Langstreckenläuferin
- Inga Pfeiffer, österreichische Autorin
- Ingrid Pfeiffer (* 1966), deutsche Kunsthistorikerin
- Isabel Pfeiffer-Poensgen (* 1954), deutsche Juristin

### J
- Joachim Pfeiffer (Politiker, I), deutscher Politiker (SED), MdV
- Joachim Pfeiffer (Germanist) (* 1950), deutscher Literaturwissenschaftler und Literaturdidaktiker
- Joachim Pfeiffer (Politiker, 1967) (* 1967), deutscher Politiker (CDU), MdB
- Joachim Ehrenfried Pfeiffer (1709–1787), deutscher Theologe und Hebraist
- Johann Pfeiffer (Mediziner) (1639–1684), deutscher Mediziner
- Johann Pfeiffer (Komponist) (1697–1761), deutscher Komponist und Musiker
- Johann Pfeiffer (Münzgraveur) (1832–1882), österreichischer Münzgraveur
- Johann Pfeiffer von Forstheim (1808–1891), österreichischer Forstmann
- Johann Christoph Pfeiffer (1705–1768), deutscher Theologe
- Johann Ehrenfried Pfeiffer (1767–1841), deutscher Auktionskommissar, Gastwirt und Schriftsteller
- Johann Friedrich Pfeiffer (1695–1770), deutscher Maler
- Johann Friedrich von Pfeiffer (1717–1787), deutscher Merkantilist
- Johann Gottlob Pfeiffer (1667–1740), deutscher Theologe
- Johann Jakob Pfeiffer (1740–1791), deutscher Theologe
- Johann Joachim Pfeiffer (1662–1701), deutscher Maler
- Johann Lorenz Pfeiffer (1662–1743), deutscher Theologe und Geistlicher
- Johann Philipp Pfeiffer (1645–1695), deutscher Philologe und Theologe
- Johannes Pfeiffer (Theologe) (1886–1965), deutscher Theologe und Priester
- Johannes Pfeiffer (Schriftsteller) (1902–1970), deutscher Schriftsteller, Literaturwissenschaftler und Philosoph
- Johannes Pfeiffer (Künstler) (* 1954), deutscher Künstler
- Johannes Pfeiffer (Rennrodler) (* 1997), deutscher Rennrodler
- Josef Pfeiffer (Designer) (1864–1915), österreichischer Designer
- Josef Pfeiffer (Fechter) (1884–??), böhmischer Fechter
- Josef Pfeiffer (Generalvikar) (1920–2011), deutscher Geistlicher
- Joseph Anton Pfeiffer (1776–1859), österreichischer Kirchenmusiker und Komponist
- Jost Pfeiffer (1920–2010), deutscher Politiker
- Judith Pfeiffer (* 1964), deutsche Islamwissenschaftlerin
- Julius Pfeiffer (1824–1910), deutscher Jurist und Politiker (NLP), MdR
- Jürgen Pfeiffer (Politiker) (1941–2021), deutscher Politiker (CDU), Landrat des Landkreises Saalfeld
- Jürgen Pfeiffer (Ruderer), deutscher Ruderer
- Jürgen Pfeiffer (Boxer), deutscher Boxer

### K
- Karl Pfeiffer (Dirigent) († 1919), deutscher Dirigent
- Karl Pfeiffer (Verleger) (1860–1966), deutscher Druckereiunternehmer und Zeitungsverleger
- Karl Pfeiffer (Politiker) (1865–1933), deutscher Jurist und Politiker
- Karl Pfeiffer (Manager) (1901–1976), deutscher Industriemanager und Verbandspolitiker
- Karl Pfeiffer (Zahnmediziner) (1908–nach 1966), deutscher Zahnarzt und Verbandsfunktionär
- Karl Pfeiffer (Fußballspieler) (* 1956), österreichischer Fußballspieler
- Karl Pfeiffer-Haardt (1902–1957), deutscher Architekt
- Karl-Heinz Pfeiffer (1939–2009), deutscher Museumsleiter
- Karl Hermann Pfeiffer (1769–1829), deutscher Kupferstecher
- Karl Ludwig Pfeiffer (Bankier) (1874–1952), deutscher Bankier, Wirtschaftsfunktionär und Malakologe
- Karl Ludwig Pfeiffer (Literaturwissenschaftler) (* 1944), deutscher Literatur-, Medien- und Kulturwissenschaftler
- Katja Pfeiffer (* 1973), deutsche Malerin und Objektkünstlerin
- Kurt Pfeiffer (Kaufmann) (1893–1987), deutscher Kaufmann, Initiator des Aachener Karlspreises
- Kurt Pfeiffer (Schauspieler), deutscher Schauspieler
- Kurt Pfeiffer (Jurist) (1931–2006), deutscher Jurist und Staatsanwalt

### L
- Lambert Pfeiffer (1935–1996), deutscher Fußballspieler
- Linda Pfeiffer (* 1948), deutsche Schriftstellerin
- Louis Pfeiffer, Rufname von Georg Ludwig Pfeiffer (1809–1892), deutscher Bankier und Handelskammerpräsident
- Louis Georg Karl Pfeiffer (1805–1877), deutscher Arzt, Botaniker und Malakologe, siehe Ludwig Georg Karl Pfeiffer
- Luca Pfeiffer (* 1996), deutscher Fußballspieler
- Ludwig von Pfeiffer (1790–1854), württembergischer Oberamtmann
- Ludwig Pfeiffer (Mediziner, 1842) (1842–1921), deutscher Arzt, Protozoologe, Kunsthistoriker und Archäologe
- Ludwig Pfeiffer (Mediziner, 1861) (1861–1945), deutscher Mediziner (Hygieniker), Professor und Amtsleiter
- Ludwig Pfeiffer (Entomologe) (1878–1926), Schmetterlingskundler und Bibliothekar
- Ludwig Pfeiffer (Politiker, 1908) (1908–1970), deutscher Landrat
- Ludwig Pfeiffer (Petrologe)  (1928–2008), deutscher Petrologe und Politiker (NDPD)
- Ludwig Georg Karl Pfeiffer (1805–1877), deutscher Arzt, Botaniker und Malakologe

### M
- Manfred Pfeiffer (* 1942), deutscher Fußballspieler
- Mara Pfeiffer (* 1978), deutsche Autorin und Journalistin
- Marcus Pfeiffer (* 1981), deutscher Drehbuchautor
- Maria Pfeiffer (* 1942), österreichische Unternehmerin
- Maris Pfeiffer (* 1962), deutsche Filmregisseurin
- Markus Pfeiffer (* 1967), deutscher Schauspieler und Synchronsprecher
- Martin Pfeiffer (Indologe) (1943–2023), deutscher Indologe und Übersetzer
- Martin Pfeiffer (Biologe) (* 1961), deutscher Biologe, Biogeograph und Hochschullehrer
- Martin Pfeiffer (Musiker) (* 1961), deutscher Sänger, Texter, Komponist und Musikproduzent
- Martin Pfeiffer (Architekt) (* 1962), deutscher Architekt und Hochschullehrer
- Martin Pfeiffer (Journalist), deutsch-österreichischer Journalist und Rechtsextremist
- Martin Pfeiffer (Germanist) (* 1981), deutscher Germanist
- Max Pfeiffer (1881–1947), russisch-deutscher Filmproduzent
- Max Adolf Pfeiffer (1875–1957), deutscher Maschinenbauingenieur und Industriemanager
- Maximilian Pfeiffer (1875–1926), deutscher Politiker
- Meg Pfeiffer (Sabine Pfeiffer; * 1983), deutsche Sängerin
- Michael Pfeiffer (Fußballspieler) (1925–2018), deutscher Fußballspieler und -trainer
- Michael Pfeiffer (Politiker) (* 1962), deutscher Politiker
- Michael Traugott Pfeiffer (1771–1849), Schweizer Musikpädagoge
- Michelle Pfeiffer (* 1958), US-amerikanische Schauspielerin

### N
- Nadja Pfeiffer (* 1991), deutsche Fußballspielerin, siehe Nadja Kleinikel
- Natascha Pfeiffer (* 1972), deutsche Schauspielerin
- Nikolaus Pfeiffer (* 1954), österreichischer Künstler
- Norbert Pfeiffer (* 1958), deutscher Ophthalmologe
- Norman Pfeiffer (1940–2023), US-amerikanischer Architekt

### O
- Oscar Pfeiffer (1824–1906), österreichisch-argentinischer Pianist und Komponist
- Oscar Herbert Pfeiffer (1902–1996), deutscher Schriftsteller
- Otti Pfeiffer (1931–2001), deutsche Autorin
- Otto Pfeiffer (Journalist) (1850–1937), österreichischer Journalist und Maler
- Otto Pfeiffer (Künstler) (1882–1955), deutscher Maler
- Otto Pfeiffer (Diplomat) (* 1937), deutscher Diplomat

### P
- Pan Pfeiffer (1902–1973), deutscher Kunstmaler
- Pankratius Pfeiffer (1872–1945), deutscher Ordensgeistlicher
- Patric Pfeiffer (* 1999), deutsch-ghanaischer Fußballspieler
- Paul Pfeiffer (Chemiker) (1875–1951), deutscher Chemiker
- Paul Pfeiffer (Politiker) (1886–1970), deutscher Politiker (SED)
- Paul Pfeiffer (Fußballspieler), deutscher Fußballspieler
- Paul Pfeiffer (Künstler) (* 1966), US-amerikanischer Künstler
- Paul Peter Pfeiffer (1879–1957), deutscher Medailleur
- Pauline Pfeiffer (1895–1951), amerikanische Journalistin, Ehefrau von Ernest Hemingway
- Peter Pfeiffer (Diplomat) (1895–1978), deutscher Diplomat
- Peter Pfeiffer (Journalist) (1906–1976), deutscher Journalist und Kommunalpolitiker
- Peter Pfeiffer (Jurist) (1922–2003), deutscher Jurist, Vorstandsmitglied der Bayerischen Vereinsbank und Parteifunktionär (CSU)
- Peter Pfeiffer (Designer) (* 1943), deutscher Industriedesigner
- Peter Pfeiffer (Illustrator) (* 1967), deutscher Illustrator
- Philipp Pfeiffer (Oberamtmann) (1784–1859), deutscher Verwaltungsbeamter
- Philipp von Pfeiffer (1830–1908), deutscher Priester, Generalvikar von Speyer
- Philipp Pfeiffer (Kameramann) (* 1969), deutscher Kameramann

### R
- Ralph Pfeiffer (* 1993), deutscher Poolbillardspieler
- Reiner Pfeiffer (1939–2015), deutscher Journalist
- Reinhard Pfeiffer (Fußballspieler) (* 1951), deutscher Fußballspieler
- Reinhard Pfeiffer (Künstler) (* 1954), deutscher Künstler, Metallbildner sowie Autor
- Richard Pfeiffer (Mediziner) (1858–1945), deutscher Bakteriologe und Hygieniker
- Richard Pfeiffer (Maler) (1878–1962), deutscher Maler
- Richard Pfeiffer (Politiker) (1889–nach 1933), deutscher Politiker (USPD, KPD)
- Robert Pfeiffer (1925–2017), deutscher Schauspieler
- Rolf Pfeiffer (Journalist) (* 1932), deutscher Journalist
- Rolf Pfeiffer (Historiker) (* 1957), deutscher Historiker und Hochschullehrer
- Rolf Pfeiffer (Manager) (* 1958), deutscher Ingenieur, Unternehmer und Wirtschaftsmanager
- Rüdiger Pfeiffer (Musikwissenschaftler) (* 1955), deutscher Musikwissenschaftler
- Rüdiger Pfeiffer-Rupp (* 1948), deutscher Linguist
- Rudolf Pfeiffer (Philologe) (1889–1979), deutscher Philologe
- Rudolf Pfeiffer (Funktionär) (* 1947/1948), deutscher Verbandsfunktionär
- Rudolf Arthur Pfeiffer (1931–2012), deutscher Humangenetiker

### S
- Sabine Pfeiffer (Soziologin) (* 1966), deutsche Soziologin
- Sabine Pfeiffer, Geburtsname von Meg Pfeiffer (* 1983), deutsche Singer-Songwriterin
- Sibylle Pfeiffer (* 1951), deutsche Politikerin
- Stefan Pfeiffer (* 1965), deutscher Schwimmer
- Stefan Pfeiffer (Althistoriker) (* 1974), deutscher Althistoriker
- Stephan Pfeiffer (* 1975), deutscher Handballspieler
- Stephanie Pfeiffer (* 1966), deutsche Basketballspielerin

### T
- Theobald Pfeiffer (1859–1940), deutscher Unternehmer
- Theodor Pfeiffer (Musiker, 1853) (1853–1929), deutscher Pianist, Komponist und Musikwissenschaftler
- Theodor Pfeiffer (Agrarwissenschaftler) (1856–1923), deutscher Agrikulturchemiker
- Theodor Pfeiffer (Musiker, 1875) (1875–1936), deutscher Organist, Komponist und Musikpädagoge
- Thomas Pfeiffer (Jurist, 1940) (1940–2025), deutscher Jurist
- Thomas Pfeiffer (Sänger) (* 1946), deutscher Sänger und Hochschullehrer
- Thomas Pfeiffer (Jurist) (* 1961), deutscher Jurist
- Thomas Pfeiffer (Sozialwissenschaftler) (* 1970), deutscher Journalist und Politikwissenschaftler
- Tobias Friedrich Pfeiffer (1756–1803), deutscher Sänger (Tenor), Oboist, Pianist, Komponist und Musikpädagoge
- Toni Sachs Pfeiffer (1942–2005), Kommunikationsforscherin und Fotografin

### U
- Ursula Pfeiffer-Blattner (* 1954), deutsche Erziehungswissenschaftlerin und Hochschullehrerin

### W
- Walter Pfeiffer (Klavierbauer) (1886–1960), Stuttgarter Klavierbauer und Fachautor
- Walter Pfeiffer (Fabrikant) (1891–1971), deutscher Fabrikant
- Walter Pfeiffer (Ruderer) (1892–1950), australischer Ruderer
- Walter Pfeiffer (Ingenieur) (1893–1957), Schweizer Ingenieur
- Walter Pfeiffer (Fußballspieler) (1927–2014), deutscher Fußballspieler
- Walter Pfeiffer (Grafiker) (* 1946), Schweizer Grafiker und Fotograf
- Werner Pfeiffer (Mediziner), deutscher Mediziner
- Werner Pfeiffer (Schriftsteller) (1929–2005), deutscher Lehrer, Journalist und Schriftsteller
- Werner Pfeiffer (Wirtschaftswissenschaftler) (1933–2019), deutscher Wirtschaftswissenschaftler
- Werner Pfeiffer (Künstler) (* 1937), deutsch-amerikanischer Maler, Bildhauer und Hochschullehrer
- Wilhelm Pfeiffer (Politiker) († 1856), deutscher Politiker, MdL Kurhessen
- Wilhelm Pfeiffer (Schriftsteller) (auch Freimund Pfeiffer; 1810–1841), deutscher Philologe und Schriftsteller
- Wilhelm Pfeiffer (Tiermediziner) (Friedrich Wilhelm Pfeiffer; 1867–1959), deutscher Veterinärmediziner und Hochschullehrer
- Wilhelm Pfeiffer (Mediziner) (1875–1942), deutscher Internist
- Wilhelm Pfeiffer (Geologe) (1888–1939), deutscher Geologe
- Wilhelm Pfeiffer (Bildhauer) (1918–1991), deutscher Bildhauer
- Wilhelm Pfeiffer-Belli (1870–1938), deutscher Literaturwissenschaftler und Dramaturg
- Willi Pfeiffer (1895–1966), deutscher Fußballspieler
- William L. Pfeiffer (1907–1985), US-amerikanischer Politiker
- Willy Pfeiffer (1879–1937), deutscher HNO-Arzt
- Wolfgang Pfeiffer (Kunsthistoriker) (1912–2003), deutsch-brasilianischer Kunsthistoriker
- Wolfgang Pfeiffer (Filmproduzent) (* 1953), deutscher Filmproduzent, Regisseur und Drehbuchautor
- Wolfgang Pfeiffer (Musikpädagoge) (* 1956), deutscher Musikpädagoge und Hochschullehrer
- Wolfgang Pfeiffer-Belli (1900–1980), Schweizer Germanist, Literaturhistoriker und Schriftsteller
- Wolfgang M. Pfeiffer (1919–2011), deutscher Psychologe und Hochschullehrer

### Fiktive Personen
- Johannes Pfeiffer, Hauptfigur im Roman Die Feuerzangenbowle von Heinrich Spoerl (1933)